# Augusta Stowe-Gullen

Augusta Stowe-Gullen vor 1922

Ann Augusta Stowe-Gullen (geborene Stowe, * 27. Juli 1857 in Mount Pleasant, Ontario, Kanada; † 25. September 1943 in Toronto, Kanada) war eine kanadische Ärztin, Frauenrechtlerin und Theosophin. Sie war die erste Frau, die in Kanada einen akademischen Grad in Medizin erlangte.

## Leben und Werk
Stowe-Gullen wurde am 27. Juli 1857 in Mount Pleasant als eines von drei Kindern von John und Emily Stowe geboren. 1883 heiratete sie den Arzt John Benjamin Gullen.
Sie war Mitglied der Theosophischen Gesellschaft und am 16. Februar 1891 neben ihrer Mutter Emily Stowe, Algernon Blackwood und Albert Smythe in Toronto Mitbegründerin der ersten theosophischen Loge in Kanada.
Sie begann 1879 an der Toronto School of Medicine der University of Toronto Medizin zu studieren und war 1883 die erste Frau, die in Kanada einen akademischen Grad in Medizin (Medical Doctor) erlangte. Danach lehrte sie Anatomie am neu gegründeten Woman's Medical College in Toronto und war ab 1890 dort als Dozentin für Kinderkrankheiten tätig. 1909 war sie Mitbegründerin des Women's College Hospital in Toronto. Daneben setzte sie sich für Frauenrechte ein.